# Evil Dead 3
Pour les articles homonymes, voir Evil Dead.
Série Evil Dead (saga principale)
Evil Dead 2
(1987) Ash vs. Evil Dead
(2015)
Série Evil Dead
Evil Dead
(2013)
Pour plus de détails, voir Fiche technique et Distribution.
Evil Dead 3 : L'Armée des Ténèbres ou L'Armée des Ténèbres au Québec (Army of Darkness) est un film américain réalisé par Sam Raimi et sorti en 1992.
Il s'agit du 3e film de la franchise Evil Dead et d'une suite directe à Evil Dead 2 (1987). C'est le dernier film de la franchise à suivre les aventures d'Ash Williams. Le personnage fait néanmoins son retour dans la série télévisée Ash vs. Evil Dead lancée en 2015. Il est suivi par un quatrième film, simplement intitulé Evil Dead (2013), premier à mettre en scène d'autres personnages que Ash, mais se déroulant toujours dans la continuité de la trilogie.

## Synopsis
Ash Williams, une tronçonneuse greffée au poignet, un fusil dans l’autre main, se retrouve propulsé dans le passé, en l’an 1300 par le moyen d'un portail spatio-temporel . Il est capturé par les hommes du seigneur Arthur, qui le soupçonnent d'être un agent du duc Henry, avec lequel Arthur est en guerre. En compagnie d'Henry, qui a lui aussi été capturé, Ash est emmené dans un château. Il est ensuite jeté dans une fosse où il tue un cadavéreux et récupère les armes qui lui avaient été confisquées. Après avoir exigé qu'Henry et ses hommes soient libérés et avoir tué un cadavéreux sous les yeux de la population, Ash est célébré comme un héros. Il est de plus en plus attiré par Sheila, la sœur de l'un des chevaliers d'Arthur tombés au combat.
Selon l'alchimiste d'Arthur, le seul moyen pour Ash de revenir à son époque est de retrouver le Necronomicon, le grimoire à l’origine de ses malheurs. Ash part alors à sa recherche. Alors qu'il entre dans une forêt hantée, une force invisible le poursuit jusqu'à un moulin à vent. Ash s'écrase contre un miroir et de petits reflets de lui-même dans des éclats du miroir prennent vie (les Minis Ash). L'un d'entre eux devient un clone grandeur nature, mais Ash le tue et l'enterre.
Lorsqu'il arrive à l'endroit où se trouve le Necronomicon, il trouve trois livres au lieu d'un et doit déterminer lequel est le vrai. En essayant de dire la phrase qui lui permettra de retirer le livre en toute sécurité — « Klaatu barada nikto » — il oublie le dernier mot et essaie de marmonner et de tousser « nikto » sans succès. Il se saisit néanmoins du livre et prend la fuite, tandis que les morts et son double maléfique ressuscitent, s'unissant dans l'Armée des Ténèbres.
À son retour, Ash exige qu'on le fasse revenir à son époque. Cependant, Sheila est capturée par un cadavéreux volant, et est elle-même transformée. Ash se décide alors à mener les humains contre l'Armée des ténèbres. Le peuple s'y résout à contrecœur. Utilisant les connaissances des manuels scolaires qui se trouvent dans son Oldsmobile Delta 88, et avec l'aide du duc Henry, Ash mène avec succès ses troupes à la victoire sur l'armée de son double maléfique, sauvant Sheila et apportant la paix entre Arthur et Henry. L'alchimiste le ramène à son époque en lui donnant une potion après avoir récité la phrase.
Dans le présent, Ash, qui travaille dans un magasin de grande distribution, raconte son histoire à un collègue. Alors qu'il parle à une jeune fille qui s'intéresse à son histoire, un cadavéreux, qui a pu voyager dans le présent à cause de l'oubli du dernier mot par Ash, attaque les clients. Ash le tue à l'aide d'un fusil en présentation dans le magasin, mettant fin à la menace.

## Fiche technique
Sauf indication contraire, les informations mentionnées dans cette section peuvent être confirmées par la base de données cinématographiques IMDb,  présente dans la section « Liens externes ».
- Titre original : Army of Darkness
- Titre français : Evil Dead 3 ou Evil Dead 3 : L'Armée des Ténèbres (titre complet)
- Titre québécois : L'Armée des Ténèbres
- Réalisation : Sam Raimi
- Scénario : Sam Raimi et Ivan Raimi
- Direction artistique : Aram Allan
- Décors : Anthony Tremblay
- Costumes : Ida Gearon
- Maquillages : Camille Calvet (supervision) ; Robert Kurtzman, Howard Berger et Greg Nicotero (effets spéciaux)
- Photographie : Bill Pope
- Effets visuels : William Mesa pour Introvision
- Montage : Sonny Baskin, Bob Murawski et Sam Raimi[2]
- Musique : Joseph LoDuca (March of The Dead de Danny Elfman)
- Production : Robert G. Tapert, Bruce Campbell (coproducteur), Dino De Laurentiis (délégué)
- Sociétés de production : Dino De Laurentiis Company, Renaissance Pictures et Introvision International
- Sociétés de distribution : Universal Pictures (États-Unis), Metropolitan Filmexport (France)
- Budget : 11 000 000 USD[3]
- Pays de production : États-Unis
- Langue originale : anglais
- Format : Couleur - 35 mm - 1,85:1 - Son Dolby Surround
- Genre : comédie horrifique, fantasy, slapstick
- Durée : 88 minutes (version internationale), 96 minutes (director's cut)
- Dates de sortie :
  - Espagne : 9 octobre 1992 (Festival international du film de Catalogne - director's cut)
  - États-Unis : 19 février 1993
  - France : 5 janvier 1994
- Film interdit aux moins de 12 ans lors de sa sortie en France

## Distribution
- Bruce Campbell (VF : Patrick Floersheim ; VQ : Alain Zouvi)  : Ash Williams
- Embeth Davidtz (VF : Marie-Laure Beneston ; VQ : Charlotte Bernard)  : Sheila
- Marcus Gilbert  (VF : Jean-Luc Kayser ;VQ : Antoine Durand)  : le seigneur Arthur
- Ian Abercrombie (VF : Yves Barsacq ; VQ : Julien Bessette)  : l'alchimiste
- Richard Grove (VF : Michel Vocoret ; VQ : Louis-Georges Girard)  : Henry le Rouge ou « Henry Sans-Terre », Duc de Schale
- Timothy Patrick Quill (VF : Régis Ivanov)  : le forgeron
- Michael Earl Reid (VF : Jacques Bouanich)  : Gold Tooth
- Bridget Fonda : Linda
- Patricia Tallman  (VF : Renée Duncan)  : la sorcière possédée
- Brad Bradbury  (VF : Jacques Bouanich)  : le chef des archers
- Bill Moseley  (VF : Christian Pelissier)  : le capitaine
- Ted Raimi : un combattant / un villageois / Anthony, l'employé du S-Mart (caméos)
- William Lustig : un client au supermarché (caméo)
- Sam Raimi : un chevalier (caméo non crédité)

## Production

### Genèse et développement
L'idée d'envoyer Ash au Moyen Âge devait être l'intrigue principale du 2e mais l'idée est abandonnée pour réduire le budget. Sam Raimi voulait intituler ce troisième film The Medieval Dead. Universal Pictures. Le titre Army of Darkness a été imaginé par Irvin Shapiro, qui a participé à la production des deux premiers films (1987), et décédé en 1989. Sam Raimi souhaite alors nommer le film Evil Dead 3: Army of Darkness, mais le studio veut un titre indépendant des autres films de la série et le film est alors titré Army of Darkness. Il sortira cependant au Royaume-Uni sous le titre Army of Darkness: The Medieval Dead.

### Attribution des rôles
Pour le rôle de Linda, la petite amie d'Ash qui apparaît dans un flashback, Bridget Fonda remplace Denise Bixler.

### Tournage
Le tournage s'est déroulé en 1991 à Acton, Los Angeles et Vasquez Rocks, en Californie.
Lors du tournage, l'acteur Bruce Campbell sera plusieurs fois blessé, dont une fois au menton ce qui lui laissera une cicatrice et un souvenir d'un passage aux urgences habillé en Ash avec son armure.

## Accueil

### Critique
Le film reçoit un accueil plutôt favorable, recueillant 72 % de critiques positives, avec une note moyenne de 6,9/10 et sur la base de 47 critiques collectées, sur le site internet Rotten Tomatoes. Sur Metacritic, il obtient un score de 57/100 sur la base de 18 critiques collectées.

### Box-office
| Pays ou région    | Box-office      | Date d'arrêt du box-office | Nombre de semaines |
| ----------------- | --------------- | -------------------------- | ------------------ |
| États-Unis Canada | 11 502 976 $    | -                          | -                  |
| France            | 143 100 entrées | -                          | -                  |
| Total mondial     | 21 502 976 $    | -                          | -                  |

## Distinctions
Source : Internet Movie Database

### Récompenses
- Corbeau d'or du Festival international du film fantastique de Bruxelles 1993
- Prix de la critique au festival Fantasporto 1993
- Saturn Award du meilleur film d'horreur 1994

### Nominations
- Grand Prix du Festival international du film fantastique d'Avoriaz 1993
- Prix du meilleur film au festival Fantasporto 1993
- Saturn Award du meilleur maquillage 1994 (K.N.B. EFX Group Inc. et Alterian Inc.)

## Commentaires
Le film est d'un ton bien plus léger que ses deux prédécesseurs, jouant avec le burlesque et moins sanglant.
« La plupart des gags de L'Armée des ténèbres fonctionnent sur le décalage entre Ash, homme du XXe siècle, et l'environnement médiéval dans lequel il évolue. Ash est un homme qui, jusqu'à présent, ne s'est jamais battu pour une cause. Il devra le faire pour se conformer aux codes de ses nouveaux alliés. Plus que la technique, les effets spéciaux et le scénario, c'est Ash qui m'a le plus intéressé. Il ouvre souvent sa grande gueule, se montre peureux. Il ment effrontément, il lui arrive cependant d'afficher une certaine humilité, mais seulement dans les cinq dernières minutes. En bref, Ash n'est pas un héros comme on en connaît par milliers; il en bave un maximum pour la joie du public. Plus il prend des coups, plus on le martyrise, plus il traverse des épreuves délirantes et plus le public l'aime. Ash s'offre en pâture aux spectateurs, c'est, d'une certaine façon, une attitude noble. »
Une fin alternative, préférée par le réalisateur Sam Raimi, montre Ash qui, après avoir absorbé une potion magique, est propulsé dans un monde post-apocalyptique. Par ailleurs, plusieurs versions du montage existent (version cinéma américaine, version européenne, version director's cut et version pour la télévision américaine). Certaines versions contiennent des scènes supplémentaires ou rallongées et parfois dans un ordre différent.

## Autour du film
- On peut apercevoir un numéro du magazine Fangoria dans l'Oldsmobile d'Ash.
- Les mots magiques qu'Ash doit utiliser pour invoquer le Necronomicon sont « Clatto, Verata, Nicto », référence aux « Klaatu, Barada, Nikto » employés pour commander le robot Gort dans Le Jour où la Terre s'arrêta de Robert Wise (1951)[13].
- Dans l'une des premières versions du scénario, Ash devait perdre un œil[4].
- De nombreuses répliques du personnage de jeu vidéo Duke Nukem sont empruntées à Ash Williams dans Evil Dead 2 et 3.
- Les squelettes font références à deux choses : d'une part, Ray Harryhausen pour son film Jason et les Argonautes, et d'autre part L'Apprentie sorcière avec Angela Lansbury .

## Sortie vidéo
La trilogie sort en coffret intégrale DVD, Blu-ray et Ultime le 21 janvier 2020 édité par L'Atelier d'Images. Le coffret DVD comprend Evil Dead et ses deux suites en DVD ainsi qu'un DVD de bonus pour chaque film. Le coffret Blu-ray contient les trois films en Blu-ray, ainsi qu'un DVD de bonus pour Evil Dead, et 2 Blu-ray de bonus, un pour Evil Dead 2 et un pour Evil Dead 3 (les bonus sont les mêmes que ceux du coffret DVD). Et le coffret intégrale limité à 1500 exemplaires contient Evil Dead en 4K Ultra HD et en Blu-ray, un Blu-ray de Evil Dead 2, un Blu-ray de Evil Dead 3, 2 Blu-ray et 1 DVD de bonus (identiques à ceux du coffret Blu-ray), un livre de 112 pages avec une couverture rigide au format 170 x 140 mm intitulé Evil Dead : Dans les entrailles d'une saga écrit par Claude Gaillard, Guillaume Le Disez et Pierre Louis, qui raconte les aventures de Ash et sa tronçonneuse au format papier, et enfin un jeu de plateau créé exclusivement pour cette édition.